# Tipula huntsmaniana
Tipula huntsmaniana är en tvåvingeart som beskrevs av William George Dietz 1920. Tipula huntsmaniana ingår i släktet Tipula och familjen storharkrankar. Inga underarter finns listade i Catalogue of Life.